# Estrés laboral
El estrés laboral que sufre una persona es el estrés psicológico relacionado con el trabajo de esa persona. La expresión "estrés laboral" designa una situación crónica, es decir, no se emplea para describir momentos puntuales, por ejemplo de elevada carga de trabajo. Una persona puede sufrir estrés laboral cuando no se considera apoyada por sus supervisores o compañeros, siente que tiene poco control sobre las tareas que realiza, o encuentra que su esfuerzo no es proporcional a la compensación que percibe por él (normalmente en forma de salario y beneficios laborales).
El estrés laboral es una preocupación tanto para los empleados como para los empleadores, porque afecta a la salud física, la salud mental y el rendimiento laboral de las personas trabajadoras.
Se puede determinar, a través de pruebas objetivas, si una persona sufre o no estrés laboral, y en el primer caso se puede reducir o eliminar comprendiendo cuáles son las condiciones estresantes (factores estresantes o estresores) y tomando medidas para remediarlas.
La Organización Mundial de la Salud y la Organización Internacional del Trabajo realizaron un estudio sobre estrés laboral cuyos resultados mostraron que la exposición a largas jornadas laborales (sobreempleo) aumenta este estrés. Se trata del factor de riesgo laboral con mayor carga atribuible de enfermedadː habría causado en 2016, según estas estimaciones oficiales, la muerte de aproximadamente 745 000 trabajadores por enfermedad de las arterias coronarias y accidente cerebrovascular.

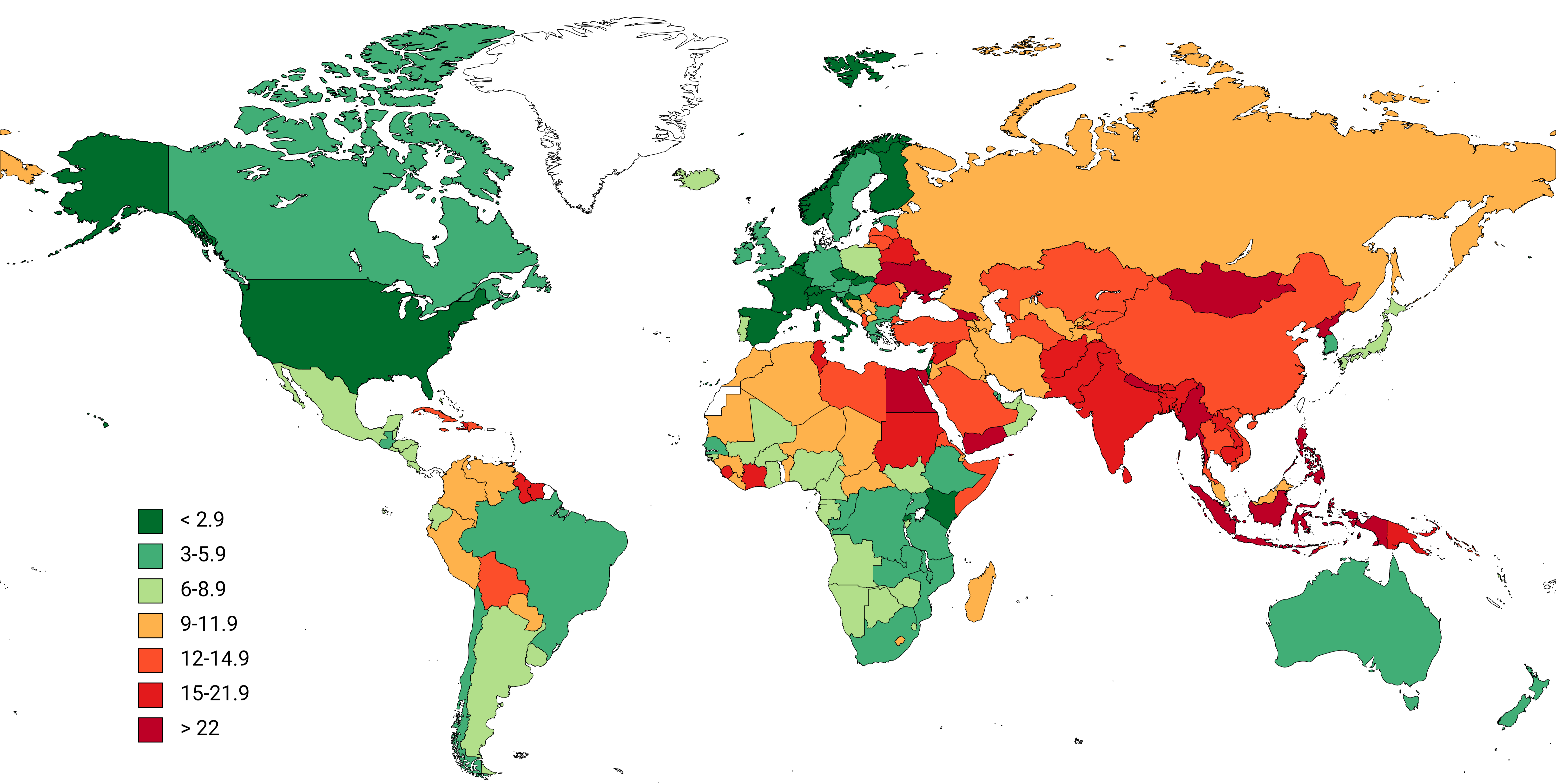
Muertes por largas jornadas laborales por cada 100 000 personas (15+), estudio conjunto realizado por la Organización Mundial de la Salud y la Organización Internacional del Trabajo en 2016.

Varias disciplinas dentro de la psicología se ocupan del estrés laboral, incluidas la psicología de la salud laboral, la ergonomía, la  epidemiología, la medicina del trabajo, la sociología, la psicología del trabajo y de las organizaciones y la ingeniería industrial.

Promedio de horas anuales efectivamente trabajadas por empleado en los países de la Organización para la Cooperación y el Desarrollo Económicos (OCDE) de 1970 a 2020

## Síntomas de alto estrés laboral
Entre los síntomas de estrés excesivo en el entorno laboral pueden citarse:
| - Ansiedad - Bajo estado de ánimo - Irritabilidad - Apatía, pérdida de interés en el trabajo. - Problemas para dormir - Fatiga - Dificultad para concentrarse | - Tensión muscular - Dolores de cabeza - Problemas de estómago - Retraimiento social - Pérdida del deseo sexual - Uso excesivo de alcohol o drogas |

## Efectos negativos para la salud y otros
Las reacciones fisiológicas al estrés pueden tener consecuencias para la salud a lo largo del tiempo. Los investigadores ha estudiado cómo el estrés afecta al sistema cardiovascular y cómo el estrés laboral puede conducir a hipertensión arterial y a enfermedad de las arterias coronarias. Estos males, junto con otros inducidos por el estrés, tienden a ser bastante comunes en los lugares de trabajo. Existen diversas reacciones fisiológicas al estrés, entre las que se incluyen las siguientes:
- La sangre se desvía hacia el cerebro y los grandes grupos musculares, y se aleja de las extremidades y la piel.
- La actividad en un área cercana al tronco encefálico, conocida como formación reticular, aumenta, lo que provoca un estado de alerta aguda, así como una agudización de la audición y la visión.
- Se libera adrenalina (epinefrina) en sangre.
- El eje hipotalámico-hipofisario-adrenal está activado.
- Hay una mayor actividad en el sistema nervioso simpático.
- Se elevan los niveles de cortisol en sangre.
- Los compuestos de glucosa y ácidos grasos que proporcionan energía se liberan en el torrente sanguíneo.
- La acción del sistema inmunológico y digestivo se reduce temporalmente.

Los estudios han demostrado una asociación entre el estrés laboral y comportamientos de riesgo para la salud, como incremento del consumo de alcohol entre los hombres y aumento del peso corporal, que son a su vez factores de riesgo cardíaco.
El estrés laboral supone más del 10 % de las reclamaciones por problemas de salud relacionados con el trabajo. Muchos estudios sugieren que los trabajos psicológicamente exigentes que dejan a los empleados poco control sobre el proceso de trabajo aumentan el riesgo de enfermedad cardiovascular. Las investigaciones indican que el estrés laboral incrementa el riesgo de desarrollar trastornos musculoesqueléticos de la espalda y de las extremidades superiores. El estrés en el trabajo también puede aumentar el riesgo de infecciones y el de accidentes laborales.
Un estudio de la OMS de 2021 concluyó que trabajar más de 55 horas a la semana aumenta el riesgo de sufrir un accidente cerebrovascular en un 35 % y el riesgo de morir por enfermedades cardíacas en un 17 %, en comparación con una semana de 35 a 40 horas.
El estrés laboral puede dar lugar a 3 tipos de tensiones: conductuales (p. ej., absentismo), físicas (p. ej., dolores de cabeza) y psicológicas (p. ej., estado de ánimo depresivo). El estrés laboral se ha vinculado a una amplia gama de afecciones, incluidos trastornos psicológicos (p. ej., depresión, ansiedad, trastorno de estrés postraumático), insatisfacción laboral, conductas desadaptativas (como abuso de sustancias), enfermedades cardiovasculares y trastornos musculoesqueléticos.
Las condiciones laborales estresantes también pueden conducir a un bajo rendimiento laboral, un comportamiento laboral contraproducente, mayor absentismo laboral y lesiones . Los niveles crónicamente altos de estrés laboral disminuyen la calidad de vida de un trabajador y aumentan el costo de los beneficios de salud que le brinda el empleador. Un estudio sobre camioneros de corta distancia encontró que los altos niveles de estrés laboral estaban relacionados con un mayor riesgo de sufrir lesiones durante sus tareas. Una investigación realizada en Japón mostró que el riesgo de sufrir un accidente cerebrovascular entre los hombres que padecían estrés laboral más que se doblaba respecto a quienes no lo padecían.. Los japoneses utilizan el término karoshi para reflejar la muerte por exceso de trabajo.
Los altos niveles de estrés se asocian con aumentos sustanciales en la utilización de los servicios de salud. Por ejemplo, los trabajadores que informan experimentar estrés en el trabajo también muestran un uso más elevado de la atención médica. En un estudio de 46 000 trabajadores realizado en 1998, los costos de atención médica fueron casi 50 % mayores para los trabajadores que informaron de niveles altos de estrés en comparación con los trabajadores de "bajo riesgo". El incremento ascendió a casi el 150%, una subida de más de 1 700 dólares por persona y año. Los costos de atención médica aumentan un 200 % en las personas con depresión y alto estrés laboral. Además, los períodos de incapacidad debidos al estrés laboral tienden a ser mucho más largos que los debidos a otras lesiones y enfermedades laborales.
El estrés laboral tiene efectos negativos para las organizaciones y los empleadoresː incrementa la rotación de personal y el absentismo laboral.

## Género
El nivel de estrés laboral que experimente una persona variará de acuerdo a sus circunstancias. Al comparar mujeres y hombres, existe un mayor riesgo para las mujeres de experimentar estrés, ansiedad y otras formas de malestar psicológico en respuesta a su vida laboral, debido a las expectativas sociales hacia las mujeres. Por ejemplo, las mujeres tienen más responsabilidades domésticas, reciben menos salario por hacer un trabajo similar al de los hombres y la expectativa social de que acepten peticiones es mayor. Estas expectativas sociales agregadas a un entorno laboral normal pueden crear un ambiente psicológicamente muy estresante para las mujeres, sin que del trabajo provengan factores estresantes adicionales.
Desmarais y Alksnis sugieren 2 explicaciones para el mayor malestar psicológico de las mujeres. En primer lugar, hombres y mujeres pueden diferir en su percepción de los sentimientos negativos, lo que lleva a que las mujeres sean más propensas a expresar y comunicar sus tensiones, mientras que los hombres son más propensos a negar e inhibir dichos sentimientos. En segundo lugar, las exigencias de equilibrar el trabajo y la familia generan un mayor estrés general para las mujeres, lo que genera una mayor tensión.
La amenaza del estereotipo es un fenómeno que puede tener efectos en todos, dependiendo en gran medida de la situación en la que se encuentre el individuo. Se consideran relacionados con la amenaza del estereotipo los siguientes mecanismos: ansiedad, cognición negativa (el individuo piensa mal de sí mismo), menor motivación, menor expectativa de desempeño (el individuo piensa que no lo va a hacer bien y no pone el esfuerzo necesario), disminución en la capacidad de memoria de trabajo, etc.
Las mujeres también son más vulnerables al acoso sexual y a la agresión sexual que los hombres. Desmarais y Alksnis se refieren a la hipótesis de la "doble carga" (de media, las trabajadoras se toman más bajas por enfermedad que los trabajadores; esto se atribuye a una suma más elevada de trabajo + familia). Además, las mujeres, en promedio, ganan menos que sus homólogos masculinos.
Según un informe reciente de la Unión Europea (UE), en la UE y los países afiliados la brecha de habilidades entre hombres y mujeres se ha reducido en los diez años anteriores a 2015. En la UE, en comparación con los hombres, las mujeres suelen dedicar menos horas al trabajo remunerado y, en cambio, más horas al trabajo no remunerado.

## Causas del estrés laboral
Las causas del estrés laboral pueden clasificarse en generales (seguramente afectarán a grupos amplios de trabajadores) y particulares (podrían afectar solamente a la persona que está siendo estudiada). Entre las generales pueden citarse: malas prácticas de gestión, el contenido del trabajo y sus exigencias, la falta de apoyo o la escasa autonomía para llevar a cabo las tareas. Entre las específicas pueden mencionarse: trabajar muchas horas, no tener habilidades suficientes, sufrir discriminación o padecer acoso.

### Condiciones generales de trabajo
Aunque no se puede obviar la importancia de las diferencias individuales, la evidencia científica sugiere que ciertas condiciones de trabajo son estresantes para la mayoría de las personas. Esta evidencia aboga por un mayor énfasis en las condiciones de trabajo como fuente principal de estrés laboral y por el rediseño del trabajo como estrategia primaria de prevención. 
De 2005 a 2015, los trabajadores de la UE y los países afiliados han visto una mejora en la exposición al ruido, pero un empeoramiento en la exposición a las sustancias químicas. Aproximadamente un tercio de los trabajadores de la UE tienen plazos de entrega ajustados y deben trabajar con rapidez. Los que trabajan en el sector sanitario están expuestos a los niveles más elevados de estrés laboral. Para satisfacer las demandas de su trabajo, algo más del 20 % de los trabajadores de la UE deben trabajar durante su tiempo libre. Solo aproximadamente un tercio de los trabajadores de oficina de la UE tienen cierto margen de decisión sobre sus tareas, mientras que lo tienen aproximadamente el 80 % de los directivos.
Las condiciones generales de trabajo que inducen estrés laboral también pueden ser físicas. Por ejemplo, el nivel de ruido, la iluminación o la temperatura. Si no se encuentran en los niveles adecuados, la persona trabajadora puede sentirse incómoda, lo que a su vez le dificulta hacer bien su trabajo.

### Carga de trabajo
En un entorno laboral, lidiar con la carga de trabajo puede ser estresante. Pueden distinguirse 3 aspectosː
- Carga de trabajo cuantitativa o sobrecarga: tener más trabajo que hacer del que se puede realizar cómodamente, como estrés relacionado con una fecha límite o un objetivo poco realista.
- Carga de trabajo cualitativa: Tener un trabajo que es demasiado difícil.
- Subcarga: Tener un trabajo que no aprovecha las habilidades y capacidades del trabajador.

La carga de trabajo como demanda laboral es un componente importante del modelo demanda-control. Este modelo sugiere que los trabajos con altas exigencias pueden ser estresantes, especialmente cuando el individuo tiene poco control sobre el trabajo. En otras palabras, el control sirve como amortiguador o factor protector cuando las demandas o la carga de trabajo son altas. Este modelo se amplió al modelo de demanda-control-apoyo, que sugiere que la combinación de alto control y alto apoyo social en el trabajo amortigua los efectos de las altas demandas.
Como demanda laboral, la carga de trabajo también es relevante para el modelo de demandas-recursos d sugiere que los trabajos son estresantes cuando las demandas exceden los recursos del individuo para lidiar con ellas. Con el crecimiento de las industrias y el surgimiento de industrias modernas, la carga de trabajo cognitiva ha aumentado aún más.

### Jornadas laborales prolongadas
Según la Oficina de Estadísticas Laborales de EE. UU., en 2022, 12 000 000 de estadounidenses, o el 8,7 % de la población ocupada, trabajaban entre 41 y 48 horas por semana. Y 13 705 000 estadounidenses, o el 9,8 % de la fuerza laboral, trabajaban entre 49 y 59 horas por semana. Y aproximadamente 9.181.000 estadounidenses, o el 6,7% de la fuerza laboral, trabajaban 60 horas o más por semana. Un metanálisis que incluyó a más de 600 000 personas y 25 estudios indicó que, controlando los factores de confusión, trabajar muchas horas está relacionado con un riesgo pequeño pero significativamente mayor de enfermedad cardiovascular y un riesgo ligeramente mayor de accidente cerebrovascular.

### Estatus
El estatus de una persona en el lugar de trabajo está relacionado con el estrés laboral, porque los trabajos asociados con un nivel socioeconómico más bajo generalmente brindan a los trabajadores menos control y mayor inseguridad que los trabajos con un nivel socioeconómico más alto. Los niveles más bajos de control laboral y una mayor inseguridad laboral están relacionados con una menor salud mental y física.

### Salario
Los tipos de trabajos que pagan salarios más altos a los trabajadores tienden a proporcionarles una mayor autonomía laboral. Como se indicó anteriormente, la autonomía relacionada con el trabajo está asociada con una mejor salud. Un problema en la investigación sobre el estrés laboral es cómo eliminar cada factor de confusión que se da en el conjunto condiciones de trabajo estresantes-salario. Como los mayores ingresos compran recursos (por ejemplo alimentos de mayor calidad) que ayudan a mejorar o mantener la salud, los investigadores necesitan especificar mejor en qué medida las diferencias en las condiciones de trabajo y las diferencias en los salarios afectan la salud.

### Acoso laboral
El acoso laboral implica el maltrato crónico de un trabajador por parte de uno o más trabajadores o gerentes. El acoso implica un desequilibrio de poder en el que la víctima tiene menos poder en la unidad o la organización que el acosador o los acosadores. El acoso no es un episodio aislado ni un conflicto entre 2 trabajadores iguales en términos de poder. Las tácticas de intimidación incluyen abuso verbal, maltrato emocional e incluso abuso físico. Los efectos adversos del acoso laboral incluyen depresión para la víctima y pérdida de productividad para la organización.

### Narcisismo y psicopatía
Thomas sugiere que tiende a haber un mayor nivel de estrés en las personas que trabajan o interactúan con un narcisista, lo que a su vez aumenta el absentismo y la rotación del personal . Boddy encuentra la misma dinámica cuando hay un psicópata corporativo en la organización.

### Conflictos en el lugar de trabajo
Se ha demostrado que los conflictos interpersonales entre personas que trabajan juntas son uno de los factores de estrés más frecuentemente observados por los empleados. El acoso en el lugar de trabajo puede precipitar un conflicto. Los conflictos en el lugar de trabajo también están asociados a otros factores estresantes, como el conflicto de roles, la ambigüedad de roles y la carga de trabajo elevada. El conflicto también se ha vinculado a consecuencias como ansiedad, depresión, síntomas físicos y bajos niveles de satisfacción laboral. Estos conflictos son diferentes de los denominados en español "conflictos laborales", que suelen darse entre patronal y sindicatos por las condiciones de trabajo (principalmente el salario, pero también cuestiones como antigüedad o indemnizaciones).

### Acoso sexual
Una revisión de la literatura indica que el acoso sexual, que afecta principalmente a las mujeres, incide negativamente sobre el bienestar psicológico de las personas trabajadoras. Otros hallazgos sugieren que las mujeres que experimentan niveles más altos de acoso corren mayor riesgo de desempeñar deficientemente sus cometidos.

### Equilibrio entre vida laboral y personal
Este concepto se refiere al grado de armonía entre el trabajo y el resto de la vida del trabajador. Hay personas que encuentran difícil satisfacer las demandas de su trabajo y, a la vez, cumplir con sus obligaciones familiares.

### Grupo ocupacional
Las personas de menor nivel laboral (administrativos, peones, etc.) inferior tienen mayor riesgo de sufrir problemas de salud relacionados con el trabajo que las de mayor nivel. Esto se debe en parte a las condiciones adversas del puesto en sí. Además, estas condiciones tienen mayores efectos sobre la salud de quienes se encuentran en posiciones socioeconómicas más bajas.

## Prevención
Una combinación de cambio organizacional y gestión del estrés puede ser un enfoque útil para aliviar o prevenir el estrés en el trabajo. Tanto las organizaciones como los empleados pueden emplear estrategias a nivel organizacional e individual. Generalmente, las estrategias a nivel organizacional incluyen modificaciones de procedimientos laborales y programas de asistencia a los empleados (EAP por sus siglas en inglés). Un metaanálisis de estudios experimentales encontró que las intervenciones cognitivo-conductuales (ver Terapia cognitivo-conductual), en comparación con las intervenciones de relajación y organizacionales, proporcionaron la mayor mejora de los síntomas de angustia psicológica de los trabajadores. Una revisión sistemática de técnicas de reducción del estrés entre trabajadores sanitarios halló que el entrenamiento cognitivo-conductual redujo el agotamiento emocional (emotional exhaustion, síndrome de desgaste profesional) y los sentimientos de falta de autorrealización (ver Pirámide_de_Maslow#Autorrealización).
Un estresor que debe abordarse es el problema del desequilibrio entre el trabajo y el resto de la vida. El Estudio sobre trabajo, familia y salud fue un estudio de intervención a gran escala cuyo propósito era ayudar a garantizar que los empleados lograran cierto equilibrio entre trabajo y vida personal. Las estrategias de intervención incluyeron capacitar a los supervisores para que adoptaran conductas más de apoyo a la familia. Otro componente del estudio proporcionó a los empleados un mayor control sobre cuándo y dónde trabajaban. La intervención condujo a una mejora de la vida familiar, una mejor calidad del sueño y un mayor cumplimiento de las normas de seguridad, principalmente para los empleados peor pagados.
Muchas organizaciones gestionan de manera fragmentada los factores de estrés laboral asociados con la salud y la seguridad. Por ejemplo, un departamento puede albergar un programa de ayuda a los empleados y otro, gestionar las exposiciones a sustancias químicas tóxicas. La idea de Salud Total del Trabajador (TWH por sus siglas en inglés), iniciada por el Instituto Nacional de Seguridad y Salud en el Trabajo de Estados Unidos (NIOSH por sus siglas en inglés), proporciona una estrategia en la que se integran programáticamente diferentes niveles de actividad de promoción de la salud del trabajador. Las intervenciones de tipo TWH integran componentes de protección y promoción de la salud. Los componentes de protección de la salud normalmente se aplican a toda la unidad u organización, por ejemplo, la reducción de la exposición a aerosoles. Los componentes de promoción de la salud están más orientados al individuo, es decir, al bienestar de los trabajadores individuales, por ejemplo los programas para dejar de fumar. 
Una revisión de 17 intervenciones de tipo TWH indicó que estos programas integrados pueden mejorar la salud y la seguridad de los trabajadores.
Los expertos del NIOSH recomendaron varias formas prácticas de reducir el estrés laboral:
- Asegurar que la carga de trabajo esté acorde con las capacidades y recursos de los trabajadores.
- Diseñar puestos de trabajo que proporcionen significado, estimulación y oportunidades para que los trabajadores utilicen sus habilidades.
- Definir claramente los roles y las responsabilidades de los trabajadores.
- Controlar y seguir la carga de trabajo asignada a los empleados.
- Cuando los empleados reciban formación, transmitirles la importancia del estrés.[60]
- Brindar a los trabajadores oportunidades de participar en las decisiones y acciones que afectan sus trabajos.
- Mejorar las comunicaciones: reducir la incertidumbre sobre el desarrollo profesional y las perspectivas de empleo futuras.
- Brindar oportunidades de interacción social entre los trabajadores.
- Establecer horarios de trabajo que sean compatibles con las exigencias y responsabilidades fuera del trabajo.
- Combatir la discriminación en el lugar de trabajo (por motivos de raza, género, origen nacional, religión o idioma).
- Si persisten problemas, dar entrada a una voz neutral, como un consultor, para que sugiera nuevos planteamientos.
- Introducir un estilo de liderazgo participativo para involucrar al mayor número posible de personas en la resolución de los problemas que producen estrés.[61]
- Fomentar el equilibrio entre la vida laboral y personal mediante beneficios y políticas favorables a la familia

Una compañía de seguros realizó varios estudios sobre los efectos de los programas de prevención del estrés en entornos hospitalarios. Las actividades del programa incluyeronː 
1. Educación de empleados y gerencia sobre el estrés laboral
2. Cambios en las políticas y procedimientos del hospital para reducir las fuentes de estrés organizacional
3. Establecimiento de programas de asistencia a los empleados

En un primer estudio, la frecuencia de errores de medicación disminuyó en un 50 % después de implementar actividades de prevención en un hospital de 700 camas. En un segundo estudio, hubo una reducción del 70 % en las reclamaciones por mala praxis en 22 hospitales que implementaron actividades de prevención del estrés. En cambio, no se observó ninguna reducción en las reclamaciones en un grupo comparable de 22 hospitales que no implementaron actividades de prevención del estrés.
Hay evidencia de que el trabajo remoto podría reducir el estrés laboral. Una de las razones es que proporciona a los empleados más control sobre cómo completan su trabajo. Los trabajadores remotos reportaron mayor satisfacción laboral y menos deseo de encontrar un nuevo trabajo, menos estrés, mejor equilibrio entre trabajo y vida personal y una calificación de desempeño más alta por parte de sus gerentes.
Un estudio modeló la capacitación basada en escenarios como un medio para reducir el estrés laboral al proporcionar experiencia simulada antes de realizar una tarea.

## Ocupaciones relacionadas con la reducción del estrés laboral
Según los Centros para el Control y la Prevención de Enfermedades (CDC por sus siglas en inglés), la psicología de la salud laboral (OHP por sus siglas en inglés) ha hecho del estrés laboral un de sus principales objetivos de investigación. Los psicólogos laborales buscan reducir el estrés laboral trabajando con los empleados y modificando el lugar de trabajo para hacerlo menos estresante. Los psicólogos industriales y organizacionales también tienen habilidades que pueden disminuir el estrés laboral (por ejemplo, diseño de puestos de trabajo). Otras subdisciplinas dentro de la psicología han estado en gran medida ausentes de las investigaciones sobre el estrés ocupacional.
Los CDC afirman que «muchos psicólogos sostienen que la psicología debe asumir un papel más activo en la investigación y la práctica para prevenir el estrés, las enfermedades y las lesiones laborales», que es precisamente de lo que trata el campo relativamente nuevo de la psicología de la salud laboral .

## Teorías psicológicas del estrés laboral
Varias teorías psicológicas explican al menos parcialmente la aparición del estrés laboral. Las teorías incluyen el modelo de demanda-control-apoyo, el modelo de desequilibrio esfuerzo-recompensa, el modelo de ajuste persona-entorno, el modelo de características del trabajo, el modelo de estrés por diátesis (medicina) predisposición y el modelo de recursos y demandas del trabajo.

### Modelo de demanda-control-apoyo
El modelo de demanda-control-apoyo (DCS por sus siglas en inglés), originalmente el modelo de demanda-control (DC), ha sido el más influyente en la investigación sobre el estrés laboral. Propone la idea de que es perjudicial para la salud de la persona trabajadora la combinación de bajos niveles de libertad para organizarse el trabajo y altas cargas de trabajo psicológico. 
Las altas cargas de trabajo y los bajos niveles de libertad de decisión, ya sea en combinación o por separado, pueden generar tensión laboral (job strain en inglés; el término general inglés para estrés laboral es occupational stress, pero también se emplean, probablemente de forma menos rigurosa, job stress y work stress), término que se utiliza a menudo en el campo de la psicología de la salud ocupacional para reflejar una peor salud mental o física (este job strain no es sustancialmente distinto del estrés laboral; en cambio, la expresión "tensiones laborales" en español suele referirse a un ambiente de conflicto entre sindicatos y empresarios, conflictividad laboral). El modelo DC se ha ampliado para incluir el aislamiento social relacionado con el trabajo o la falta de apoyo de compañeros de trabajo y supervisores, convirtiéndose así en el modelo DCS. La evidencia indica que una alta carga de trabajo, bajos niveles de libertad de decisión y bajos niveles de apoyo, ya sea en combinación o por separado, conducen a una peor salud. La combinación de alta carga de trabajo, bajos niveles de libertad de decisión y bajos niveles de apoyo también se ha denominado en inglés iso-strain. Lo que sería la traducción al español, isotensión, no se emplea sin embargo con ese significado, sino para designar un ejercicio isométrico.

### Modelo de desequilibrio esfuerzo-recompensa
El modelo de desequilibrio esfuerzo-recompensa (ERI por sus siglas en inglés) se centra en la relación entre los esfuerzos del trabajador y la compensación que recibe por ellos. El modelo ERI sugiere que el trabajo caracterizado por altos niveles de esfuerzo y bajas recompensas genera tensión (por ejemplo, síntomas psicológicos o problemas de salud física). La compensación puede ser tangible, como el salario, o intangible, como el reconocimiento. Otra faceta de este modelo es que el compromiso excesivo con el trabajo (trabajólico) puede alimentar el desequilibrio.

### Modelo de ajuste persona-entorno
El modelo de ajuste persona-entorno se centra en esta combinación. La cercanía (por ejemplo, alguien que trabaja a poca distancia de su casa) influye positivamente en la salud de la persona trabajadora, y viceversa. Para lograr condiciones de trabajo saludables, es necesario que las actitudes, habilidades, capacidades y recursos de los empleados coincidan con las exigencias de su trabajo. Cuanto mayor sea la brecha o el desajuste (subjetivo u objetivo) entre la persona y su entorno de trabajo, mayor será el estrés laboral. Las tensiones pueden incluir problemas de salud física y mental. La falta de adaptación también puede conducir a una menor productividad y otros problemas laborales.
El modelo de ajuste P-E estuvo en boga durante la década de 1970 y principios de la década de 1980; sin embargo, desde fines de la década de 1980 el interés en el modelo ha disminuido debido a que se han presentado dificultades para representar matemáticamente las discrepancias P-E y los modelos estadísticos que vinculan el ajuste P-E con el estrés laboral han sido problemáticos.

### Modelo de características del puesto de trabajo
El modelo de características del puesto se centra en factores como la variedad de habilidades, aquello en que consiste exactamente la tarea, la importancia de la tarea, la autonomía de la persona en ese puesto de trabajo y la realimentación que recibe. Se consideran estos factores laborales como estados psicológicos. La teoría sostiene que las características laborales positivas o negativas dan lugar a una serie de resultados cognitivos y conductuales, como el nivel de motivación, la satisfacción laboral y el grado de absentismo laboral. Hackman y Oldham (1980) desarrollaron la Encuesta de diagnóstico del puesto de trabajo para evaluar estas características y ayudar a los directivos a tomar decisiones respecto al rediseño de los puestos.

### Modelo de diátesis-estrés
El modelo de diátesis-estrés analiza la susceptibilidad del individuo a las experiencias vitales estresantes, es decir, la diátesis (término médico que indica que una persona es especialmente propensa a una enfermedad). Los individuos difieren en esa diátesis o vulnerabilidad. El modelo sugiere que la diátesis del individuo es parte del contexto en el que enfrenta factores estresantes laborales en distintos niveles de intensidad. Si el individuo tiene una tolerancia muy alta, un factor estresante intenso puede no conducir a un problema mental o físico. Sin embargo, si cualquier factor estresante supera lo que el individuo puede aguantar, surgen entonces problemas de salud.

### Modelo de recursos y demandas del trabajo
Este último modelo se deriva tanto de la teoría de conservación de los recursos (la persona se estresa cuando teme perder sus recursos, cuando efectivamente los pierde, o cuando no gana los que esperaba) como del ya comentado modelo demanda-control-apoyo (DCS por sus siglas en inglés). Las demandas en el modelo de recursos y demandas del trabajo se refieren a la carga de trabajo, como en el modelo DCS. Los recursos se refieren a los recursos físicos (como el equipo), psicológicos (por ejemplo, las habilidades y conocimientos de la persona relacionados con el trabajo), sociales (como el apoyo de los supervisores) y organizativos (por ejemplo, cuánta libertad relacionada con las tareas se le da al trabajador) que están disponibles para realizar el trabajo satisfactoriamente. Las altas demandas combinadas con pocos recursos inducen estrés laboral.

### Factores relacionados con estas teorías
- El conflicto de roles implica que el trabajador se enfrenta a demandas incompatibles.[80][81] Los trabajadores se ven empujados en direcciones contradictorias (por ejemplo, las instrucciones de su superior inmediato son contrarias a las de la alta dirección) al intentar responder a esas demandas.[82]
- La ambigüedad de roles se refiere a una falta de claridad respecto a los detalles del rol de un trabajador en una organización.[80] Al igual que el conflicto de roles, la ambigüedad de roles es una fuente de tensión.
- Las estrategias de afrontamiento son los esfuerzos del individuo para prevenir la ocurrencia de un factor estresante o mitigar su impacto.[83] Las investigaciones sobre la capacidad de los empleados para afrontar factores estresantes en el lugar de trabajo arrojan resultados contradictoriosː afrontarlos puede llegar a ser contraproducente.[84][13] Pearlin y Schooler[85] plantearon la opinión de que, dado que los roles laborales (a diferencia de los roles organizados personalmente, como padre o cónyuge) tienden a estar organizados de manera impersonal, no son un contexto propicio para un afrontamiento exitoso. Pearlin y Schooler sugirieron que la impersonalidad de los lugares de trabajo puede incluso resultar en que los esfuerzos de afrontamiento empeoren las condiciones del trabajador.
- El clima organizacional se refiere a la evaluación colectiva o consensuada que hacen los empleados del entorno de trabajo organizacional.[86] El clima organizacional tiene en cuenta muchas dimensiones del entorno de trabajo (por ejemplo, clima de seguridad, clima de maltrato, clima trabajo-familia). La comunicación, el estilo de gestión y el grado de participación de los trabajadores en la toma de decisiones son factores que contribuyen a uno u otro tipo de clima organizacional.

## El estrés laboral en algunos países

### Reino Unido
Se estima que 440 000 personas en el Reino Unido afirman que sufren estrés relacionado con el trabajo, lo que resultó en casi 9,9 millones de días laborales perdidos entre 2014 y 2015. Esto lo convierte en una de las causas más importantes de días laborales perdidos en ese país. Para reducir la prevalencia del estrés laboral, la Dirección de Salud y Seguridad (HSE por sus siglas en inglés) ha publicado unas Normas de gestión, que se utilizan en los lugares de trabajo con la finalidad de evaluar el riesgo de estrés. Otros métodos utilizados por la HSE para reducir el estrés laboral incluyen «mantener y mejorar el perfil de cumplimiento de la normativa sobre enfermedades profesionales para destacar las consecuencias de los fallos y pedir cuentas a los responsables».

### Estados Unidos
La Administración de Seguridad y Salud en el Trabajo (OSHA por sus siglas en inglés) estima que el 83 % de los trabajadores estadounidenses sufren estrés laboral, y el 65 % de ellos afirma que el trabajo fue una fuente de estrés muy significativa o algo significativa cada año entre 2019 y 2021. Se estima que en Estados Unidos se producen 120 000 muertes al año por estrés laboral. Organismos nacionales como el Instituto Nacional para la Seguridad y Salud en el Trabajo (NIOSH por sus siglas en inglés) y la OSHA han establecido una serie de programas con el fin de investigar el estrés laboral e intervenir para reducirlo. Entre ellos se cuenta el Programa intersectorial de diseño de trabajo saludable y bienestar.

### Japón
En 12 industrias, entre el 10,2 y el 27,6 % de los empleados japoneses han demostrado niveles graves de estrés laboral. Esta alta prevalencia da lugar a una pérdida de cientos de miles de dólares en capital humano por empleado a lo largo de su carrera. El término japonés "Karoshi" se emplea para las muertes repentinas relacionadas con el exceso de trabajo. 
La preocupación por el estrés laboral en Japón ha aumentado con los años, debido a factores sociales como las largas horas de trabajo. Estas preocupaciones se están abordando a través de una serie de programas nacionales, como el Programa estatal de control del estrés, que requiere que todas las empresas con más de 50 empleados evalúen su estrés al menos una vez al año.

### Sudáfrica
En Sudáfrica, más del 40 % de todas las enfermedades relacionadas con el trabajo son causadas por el estrés laboral, lo que resulta en miles de millones anuales de rands en pérdidas de producción. Si bien el estrés laboral está aumentando a nivel mundial, los países del África subsahariana se encuentran entre las regiones más afectadas del mundo. La Ley de Salud y Seguridad Ocupacional de 1993 estableció una política legal para fomentar la salud de los trabajadores en Sudáfrica, pero incluyó pocas medidas para gestionar el estrés entre los trabajadores sudafricanos. Las largas horas de trabajo y la incapacidad de controlar las situaciones laborales contribuyen a los altos índices de estrés laboral entre los numerosos sudafricanos que trabajan en la construcción y otras profesiones.